# Румянцев, Василий Егорович
Василий Егорович Румянцев (1822—1897) — российский археолог, библиограф.

## Биография
Родился в 1822 году. Окончил курс в Московской духовной семинарии. В 1842 году поступил в Московскую духовную академию, которую окончил в 1846 году со степенью кандидата богословия.
Был инспектором Московской синодальной типографии. Отстояв существование справной палаты, он принял на себя все труды по её реставрированию, привёл в порядок и описал старопечатные книги, хранившиеся в синодальной типографии, и устроил типографский архив. Был секретарём Московского археологического общества, потом товарищем председателя и редактором десяти томов «Трудов» общества. Вместе с И. Е. Забелиным возглавлял комиссию Московского археологического общества, признавшую 6 июня 1882 года фреску, ранее найденную протоиереем А. И. Виноградовым, останками греческой работы XII века.
Наиболее известные и примечательные печатные труды Румянцева: «Древние издания Московского печатного двора» (М., 1869), со множеством рисунков; «О граверах и гравировании в Московском Печатном Дворе» (1870); «Сборник памятников, относящихся до книгопечатания в России» (М., 1872 г., удостоен Уваровской премии); «Дом Московского Археологического Общества на Берсеневке» (М., 1875); «Белая Палата в Ростове Великом» («Труды Московского Археологического Общества», т. X), «О новооткрытых фресках в Московском Успенском соборе» (ib., т. IX), «Вид Московского Кремля в самом начале XVII в.» (ib., т. XI) и другие.
Имел награды: орден Святой Анны 2-й степени (1883).

## Список трудов
- Древние здания Московского печатного двора / В. Румянцова    Москва : Синодальная тип., 1869 - 38 с., [5] л. ил., цв. ил.  ;  27 см. -   Отт. из журн.:.  Древности. Т. 2.-  1869.
- Древние здания Московского печатного двора / / [Соч.] В. Румянцева    Москва : Синод. тип., 1869 - [2], 38 с., 6 л. ил., цв. ил.  ;  28.
- Сведения о гравировании и граверах при Московском печатном дворе в XVI и XVII столетиях / / Собр. В. Румянцовым    Москва : Синод. тип., 1870 - [2], 24 с., 1 л. ил.  ;  26.
- Сборник памятников, относящихся до книгопечатания в России / / Текст В. Е. Румянцова. Вып. 1-Москва: Моск. синод. тип., 1872
- Вид Московского Кремля в самом начале XVII века / [соч.] В. Е. Румянцова    Москва : Моск. археол. о-во, 1886 - [2], 26 с., 1 л. ил.  ;  20 см. -   Библиогр. в примеч.. -   Имеется электронная копия.
- Икона с изображением монастыря и перед ним Христа в образе нищего / / [Соч.] В. Е. Румянцова Москва : Синод. тип., 1887 — 5 с., 1 л. цв. ил. ; 31.

## Награды
- Уваровская премия 1872 года